# Bajany
Bajany (in ungherese Bajánháza, in tedesco Weinhaus, in rumeno Boneşti) è un comune della Slovacchia facente parte del distretto di Michalovce, nella regione di Košice.

## Storia
Nei documenti, è citato per la prima volta nel 1370 quando apparteneva alla Signoria del castello di Nevické-Užhorod. Dal villaggio trasse origine la nobile famiglia dei Bajánházy che dominò il villaggio fino al XV secolo. Nel XIX secolo passò ai Berzeviczy. Dal 1938 al 1944 fece parte dell'Ungheria. 
Secondo la leggenda, il nome del villaggio deriva da quello del cavaliere che per primo lo possedette, un certo Bajan o Bojan.